# Zürich kanton
Zürich (svájci német dialektusban Züri, franciául Zurich, olaszul Zurigo, rétorománul Turitg) Svájc egyik kantonja az ország északi részén. Székhelye Zürich városa. Területe  1 729 km², lakossága 2013-ban 1 421 895 fő volt; többségük anyanyelve a német, illetve annak svájci dialektusa.

## Története

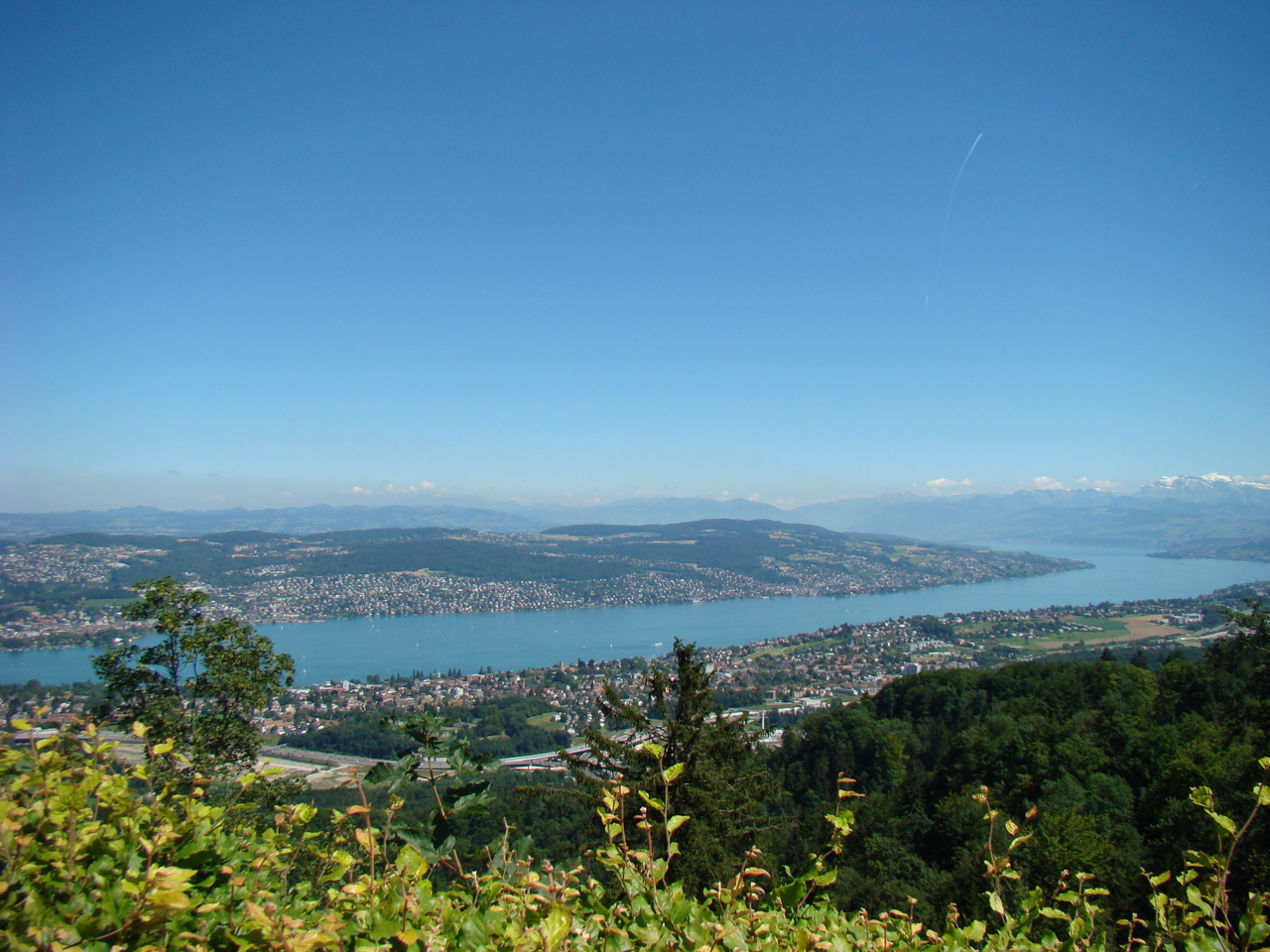
A Zürichi-tó

A Svájci-Alpokban talált 56 újkőkori cölöpházas település közül 11-et a Zürichi-tó körül találtak Schwyz, Sankt Gallen és Zürich kantonokban. Mivel a tó mérete idővel megnőtt, az egykori települések ma 4-7 méteres mélységben találhatók. Zürich városa legalább a római kor óta lakott, neve feltehetően a kelta dur (víz) szóból származik). Első írásos említése 807-ből származik Turigus néven. Német Lajos itt alapította Hildegard lánya számára a Fraumünster zárdát, melynek nagy kiterjedésű birtokokat adományozott a mai Zürich és Uri kantonokban. A zárda apátnői a város fölött is felügyeletet gyakorolták, bár Zürich 1218-ban közvetlenül a császár alá rendelt reichsfrei jogot kapott. A városbeli hatalom fokozatosan a gazdag polgárság kezébe került, különösen az 1336-os céhlázadás után.
Zürich 1351-ben csatlakozott az Ósvájci Konföderációhoz. A város ezután kiterjesztette hatalmát, 1362-ben megszerezte a mai kanton alsó felét, míg az északi részét a Rajnáig 1468-ban vásárolta meg a Habsburgoktól. A reformáció idején Zürichben volt prédikátor a neves vallásreformátor, Huydrich Zwingli.
A napóleoni Helvét Köztársaság felbomlása és a Konföderáció újjászervezése során Zürich kanton nyugati részeit Aargauhoz csatolták. A kanton alkotmányát 1869-ben fogadták, legutolsó módosítása 2005-ból való. 

## Földrajza
A kanton az Alpoktól északra és Svájc északi részén helyezkedik el. Északon Németország Baden-Württemberg tartományának Waldshut és Konstanz kerületeivel (utóbbival csak 460 méteren) és Schaffhausen kantonnal, keleten Thurgau és Sankt Gallen kantonokkal, délen Schwyz és Zug kantonokkal, nyugaton pedig Aargau kantonnal határos.
Területe 1 728,8 km², melyből 43,4% esik mezőgazdasági felhasználás alá, 30,7%-ot erdő borít, 20,1%-ot pedig települések és utak foglalnak el. Legnagyobb tavai a Zürichi-tó, a Greifensee és a Pfäffikersee, kisebb tavak pedig a Türlersee, Katzensee, Hüttnersee, Grosser Husemersee, Mettmenhaslisee, Lützelsee, Egelsee és Seeweidsee. A kanton nagyobb tájai Zürich és környéke, északnyugaton Unterland, délkeleten Oberland, északkeleten Weinland és Winterthur, délnyugaton pedig Knonaueramt.
Zürich kanton területének nagy részét sekély folyóvölgyek alkotják, melyek az északi Rajnába torkollanak. Hegyvidék a kanton északnyugati és délkeleti részein található. Legmagasabb pontja az 1292 méteres Schnebelhorn.

## Közigazgatás

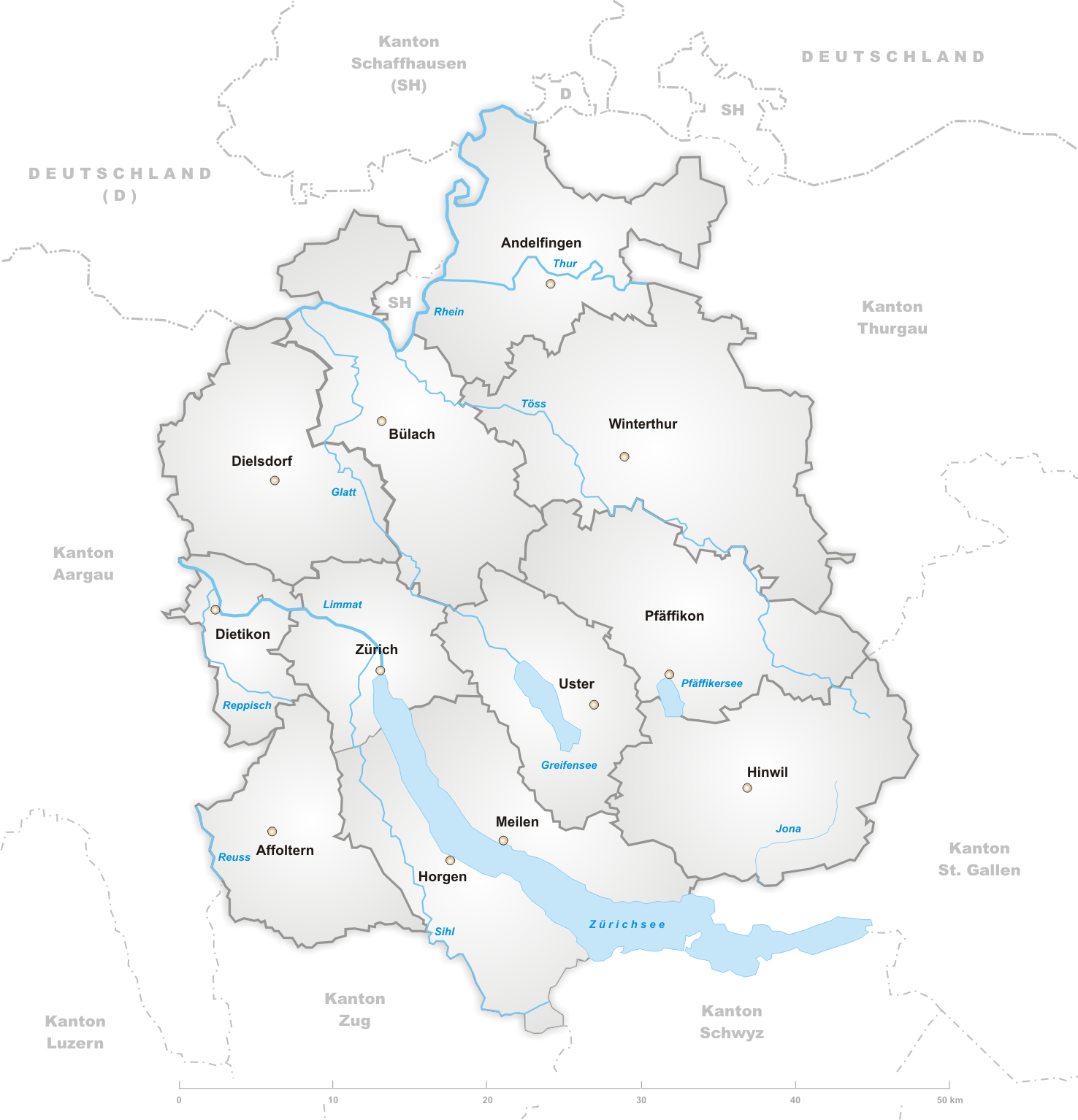
Zürich kanton kerületei

A kanton 169 önkormányzatát 12 kerületbe szervezik:
- Zürich városa
- Affoltern, székhelye Affoltern am Albis
- Andelfingen, székhelye Andelfingen
- Bülach, székhelye Bülach
- Dielsdorf, székhelye Dielsdorf
- Dietikon, székhelye Dietikon
- Hinwil, székhelye Hinwil
- Horgen, székhelye Horgen
- Meilen, székhelye Meilen
- Pfäffikon, székhelye Pfäffikon
- Uster, székhelye Uster
- Winterthur, székhelye Winterthur

## Népesség
Zürich kantonnak a 2013-ban 1 421 895 lakosa volt. Három évvel korábbi adatok szerint 23,7%-kuk külföldi állampolgár volt. 2000–2010 között a lakosság 12,7%-kal nőtt, melyért 10,3%-ban a bevándorlás, 2,6%-ért pedig a természetes gyarapodás volt felelős. A lakosok 83,4%-ának anyanyelve a német; 4%-nak az olasz, 1,7%-nak pedig a szerbhorvát. A többi svájci hivatalos nyelv közül 17 685-en a franciát, 2606-an pedig a romansot jelölték meg anyanyelvként.
2000-ben 25,2% nyilatkozott úgy, hogy Zürich városában született, 23,4% aki a kanton más településein, 22,8% valamelyik másik svájci kantonban, 24,9% pedig külföldön. Ugyanezen évi adatok szerint a kantonban 567 573 háztartás volt, egy háztartásnak átlagosan 2,1 tagja volt. Az egyszemélyes háztartások száma 223 869, az öt vagy több főt számlálóké pedig 27 935.
Zürich a protestantizmus egyik elindítója és fellegvára volt a reformáció idején. A lakosok 43%-a ma is evangélikus, de a dél-európai bevándorlás következtében a római katolikusok aránya is eléri a 31%-ot.

## Gazdaság
A kanton területének majdnem felét megművelik, de a termelő ágazatok közül a mezőgazdaság csak mellékszerepet játszik. Zürich az ipari forradalom idején híres volt selyem- és pamutiparáról, de a textilgyártás mára eljelentéktelenedett. Az iparban - melynek döntő részét kis- és középvállalatok adják - jelentős a gépgyártás és papíripar. Zürich világszerte ismert bankjairól és biztosítótársaságairól.
2010-ben a munkanélküliségi ráta 3,9%-on állt. 2008-as adatok szerint 12 507-en az elsődleges, kitermelő szektorban, 143 231 munkás az másodlagos, feldolgozó szektorban, 655 848-an pedig a harmadlagos, szolgáltató szektorban voltak foglalkoztatva. A statisztika szerint a zürichiek 37,4%-a tömegközlekedéssel, 41,8% pedig saját autóval járt munkába.

## Fordítás
- Ez a szócikk részben vagy egészben  a   Canton of Zürich című angol Wikipédia-szócikk ezen változatának fordításán alapul.  Az eredeti cikk szerkesztőit annak laptörténete sorolja fel. Ez a jelzés csupán a megfogalmazás eredetét és a szerzői jogokat jelzi, nem szolgál a cikkben szereplő információk forrásmegjelöléseként.